# Biarozki (rejon dokszycki)
Biarozki (biał. Бярозкі; ros. Берёзки, Bieriozki) – agromiasteczko na Białorusi, w obwodzie witebskim, w rejonie dokszyckim, siedziba administracyjna sielsowietu. W 2009 roku liczyło 276 mieszkańców.